# Boeing MQ-25 Stingray
Boeing MQ-25 Stingray är lufttankningsdrönare tillverkad av Boeing för USA:s flotta.  Flygplanet är under utveckling och används inte i aktiv tjänst.

## Design
Drönaren har sitt luftintag på ovansidan vid mitten av flygplanet. Detta har medfört problem vid test av flygplanet, detta är troligtvis till följd av att intaget är för litet för motor. Flygplanet använder en likadan motor som RQ-4 Global Hawk använder. På undersidan av den vänstra vingen sitter det en modul som gör det möjligt för lufttankning till andra flygplan. Flygplanet är designad för att passa USA:s flotta, och därmed är den anpassad för hangarfartyg. Drönaren har möjlighet att fälla upp sina vingar när den inte används, för att ta upp mindre plats ombord hangarfartyg.

## Galleri

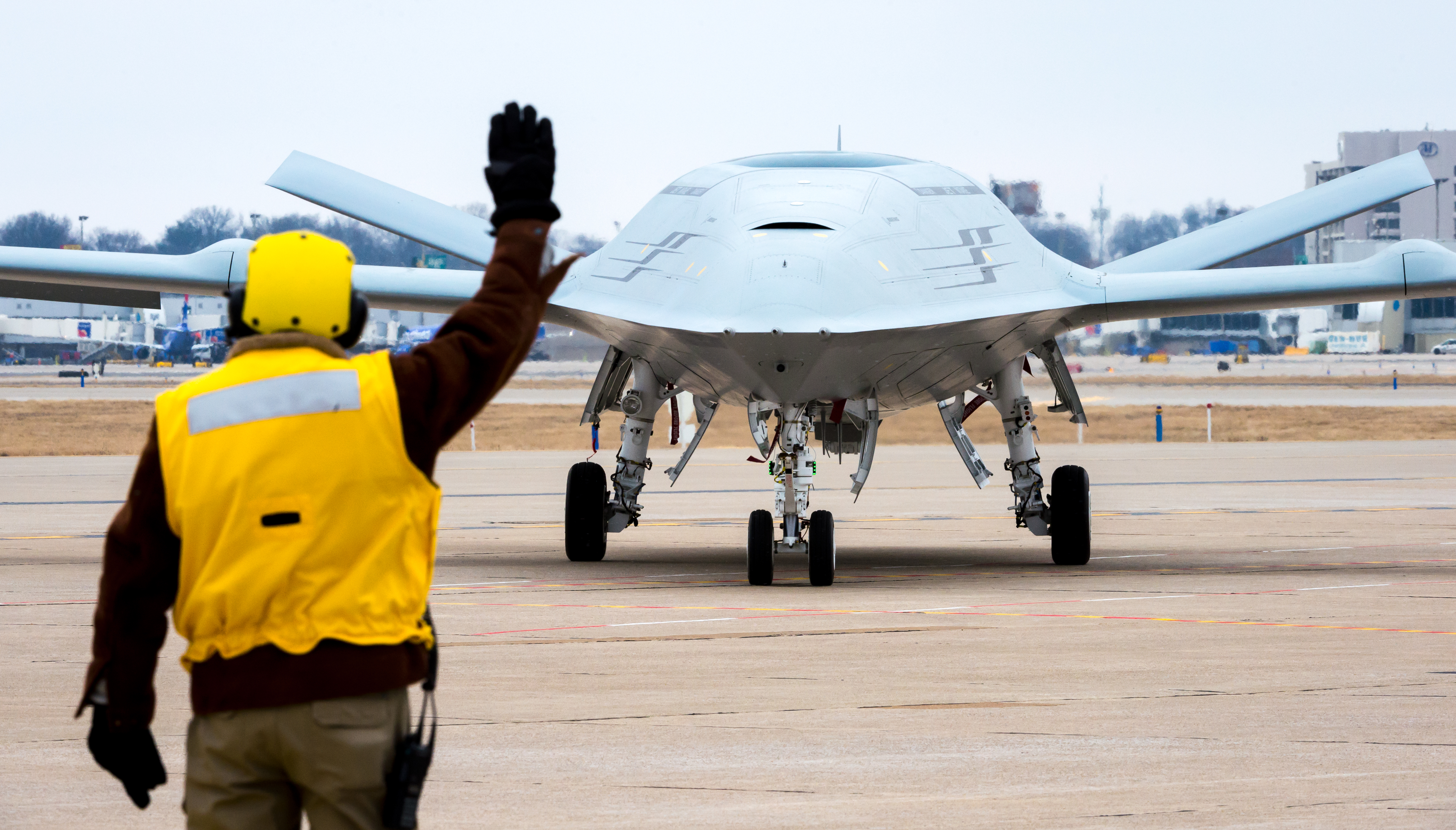
MQ-25 Stingray vid testning.
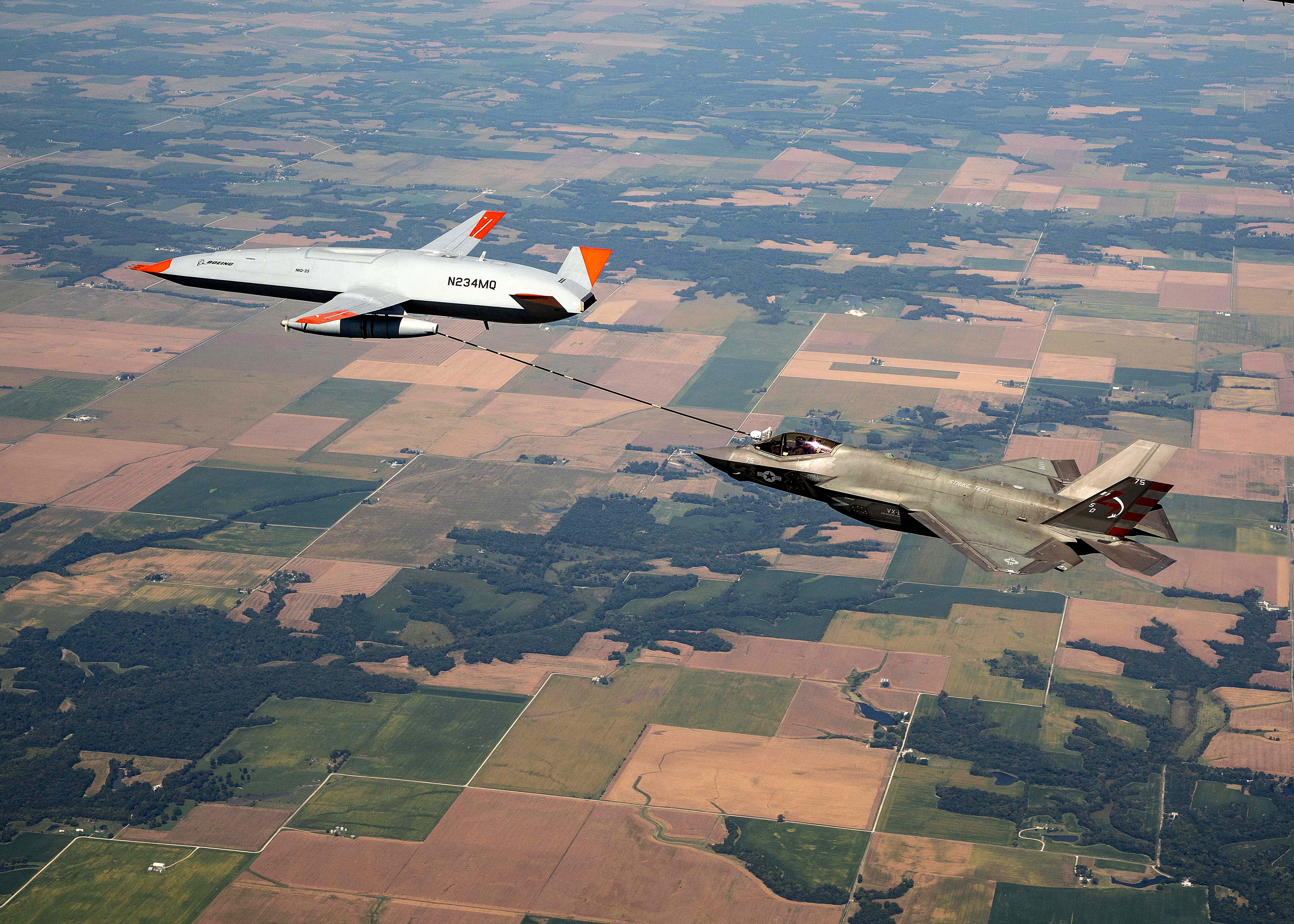
En MQ-25 tankar ett F-35C.
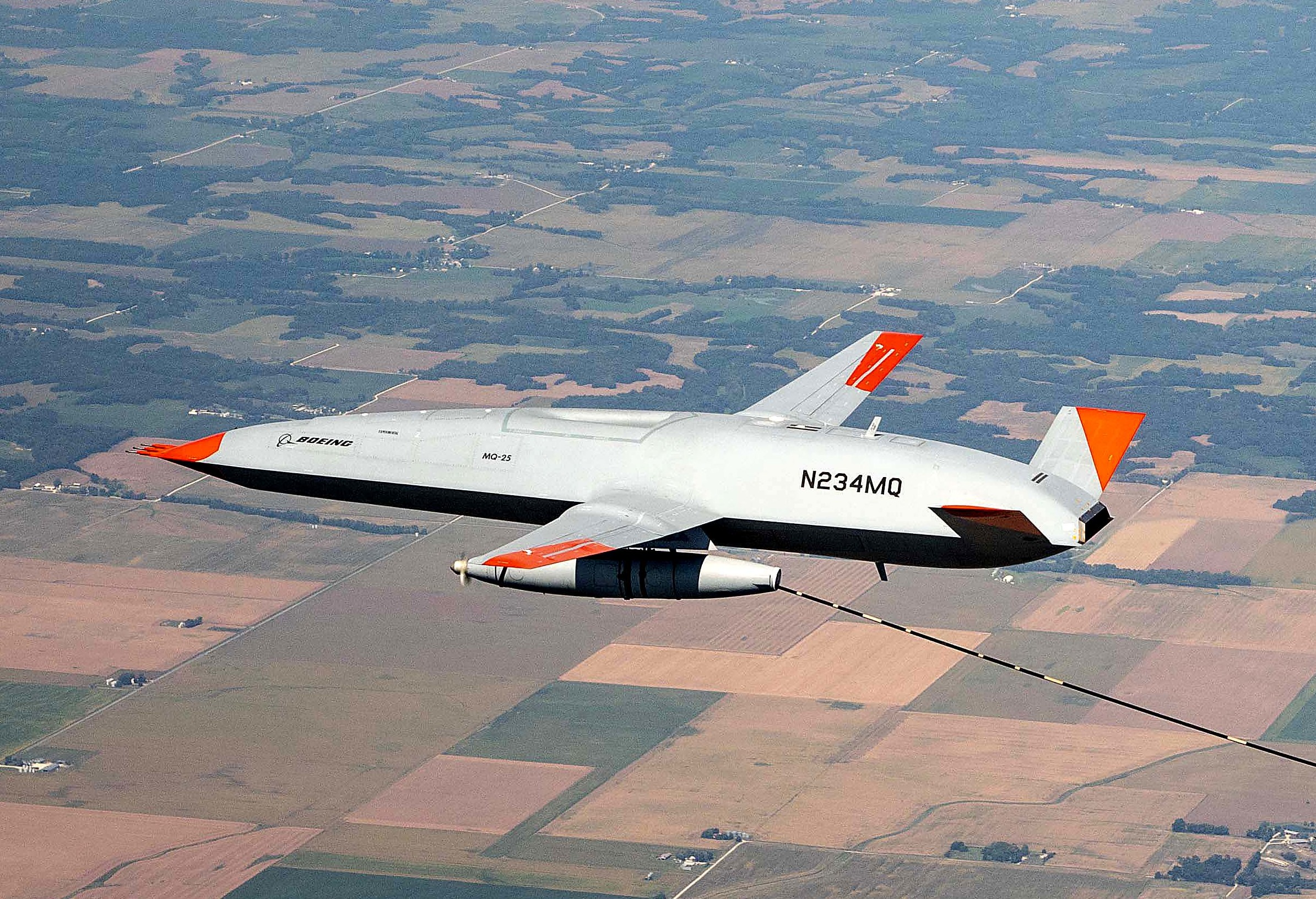
MQ-25 lufttankar F-35. Tankningsmodellen är under den vänstra vingen.